# Varanoidea
Super-famille
Les Varanoidea ou varans (parfois appelés Platynota) sont une super-famille de reptiles de l'ordre des Squamata.

## Liste des familles
Selon Reptarium Reptile Database (13 avril 2022) et ITIS (13 avril 2022) :
- famille Helodermatidae Gray, 1837
  - genre Heloderma Wiegmann, 1829 (2 espèces)
- famille Lanthanotidae Steindachner, 1877
  - espèce Lanthanotus borneensis Steindachner, 1878
- famille Varanidae Hardwicke & Gray, 1827
  - genre Varanus Merrem, 1820 (environ 80 espèces)
- famille Necrosauridae Hoffstetter, 1943 †
- famille Dolichosauridae Gervais, 1852 †

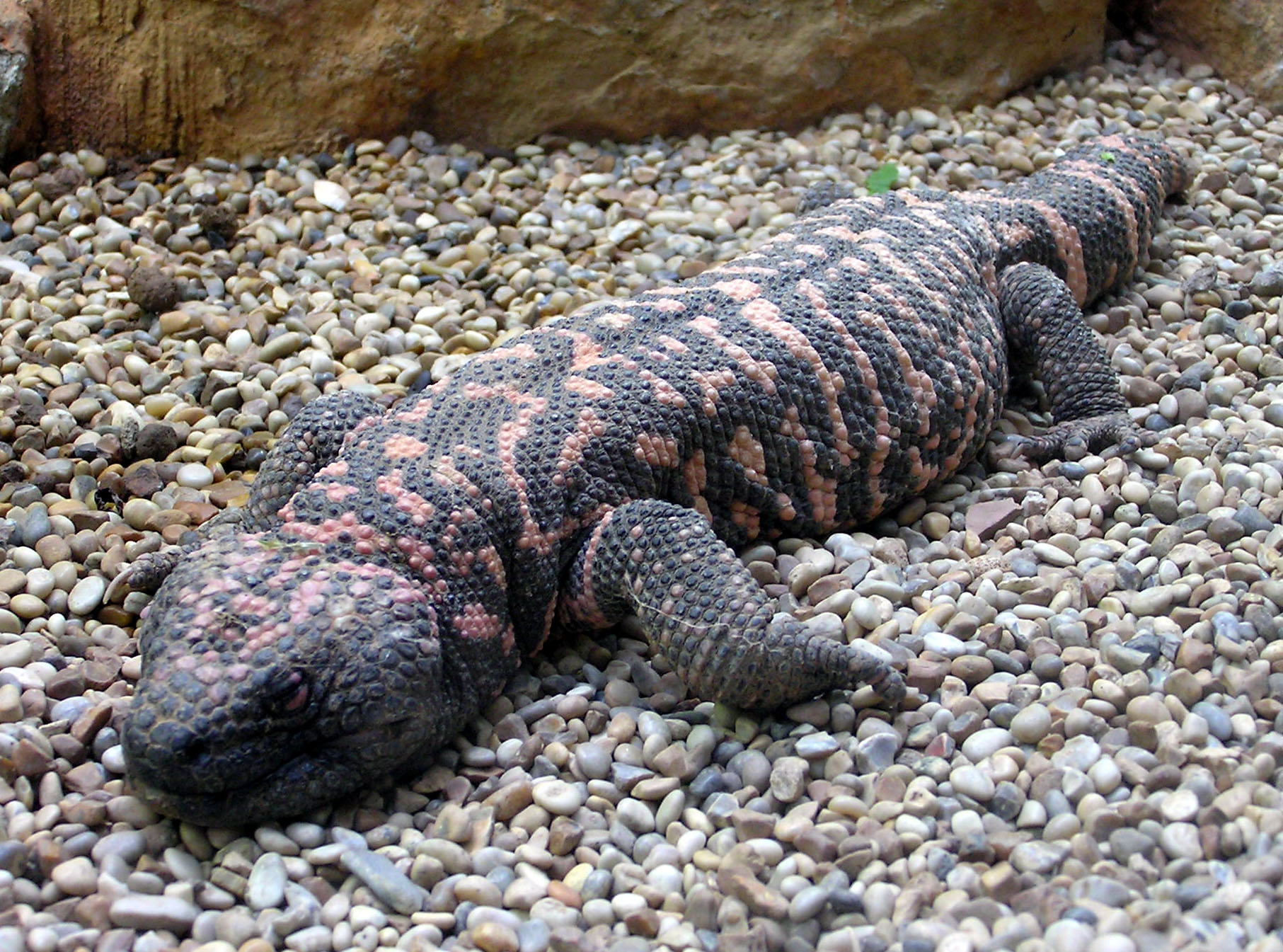
Heloderma suspectum (Helodermatidae).
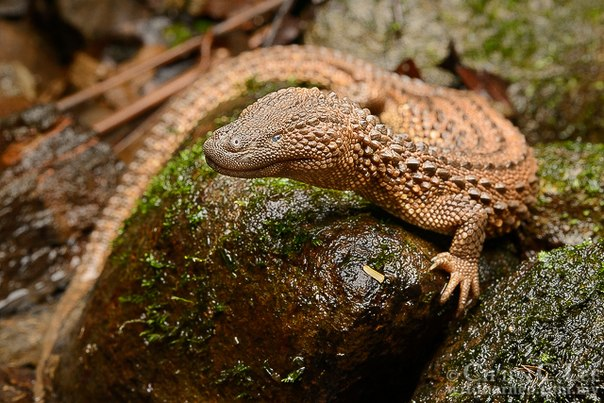
Lanthanotus borneensis (Lanthanotidae).
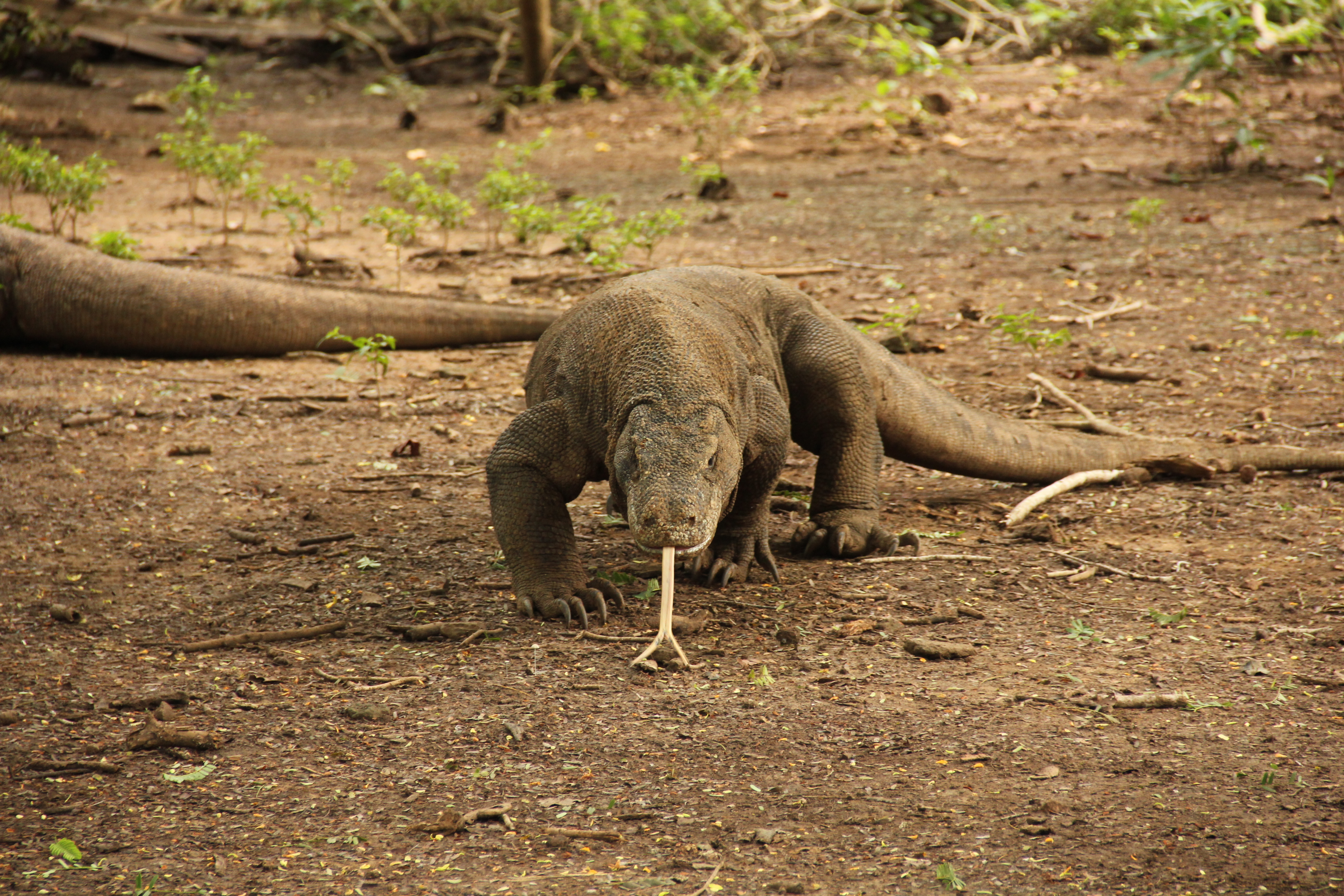
Varanus komodoensis (Varanidae).

## Publication originale
- Hardwicke & Gray, 1827 : A synopsis of the species of saurian reptiles, collected in India by Major-General Hardwicke. The Zoological Journal, London, vol. 3, p. 214-229 (texte intégral)